# Wokuhl-Dabelow
Wokuhl-Dabelow är en kommun i Landkreis Mecklenburgische Seenplatte i förbundslandet Mecklenburg-Vorpommern i Tyskland.
Kommunen bildades 5 maj 2001 genom en sammanslagning av de tidigare kommunerna Dabelow och Wokuhl.
Kommunen ingår i kommunalförbundet Amt Neustrelitz-Land tillsammans med kommunerna Blankensee, Blumenholz, Carpin, Godendorf, Grünow, Hohenzieritz, Klein Vielen, Kratzeburg, Möllenbeck och Userin.